# Sainte-Agnès (Isère)
Sainte-Agnès é uma comuna francesa na região administrativa de Auvérnia-Ródano-Alpes, no departamento de Isère.